# Anthothoe stimpsonii
Anthothoe stimpsonii is een zeeanemonensoort uit de familie van de Sagartiidae. De wetenschappelijke naam van de soort is voor het eerst geldig gepubliceerd in 1869 door Verrill.